# 몽골의 재외공관 목록

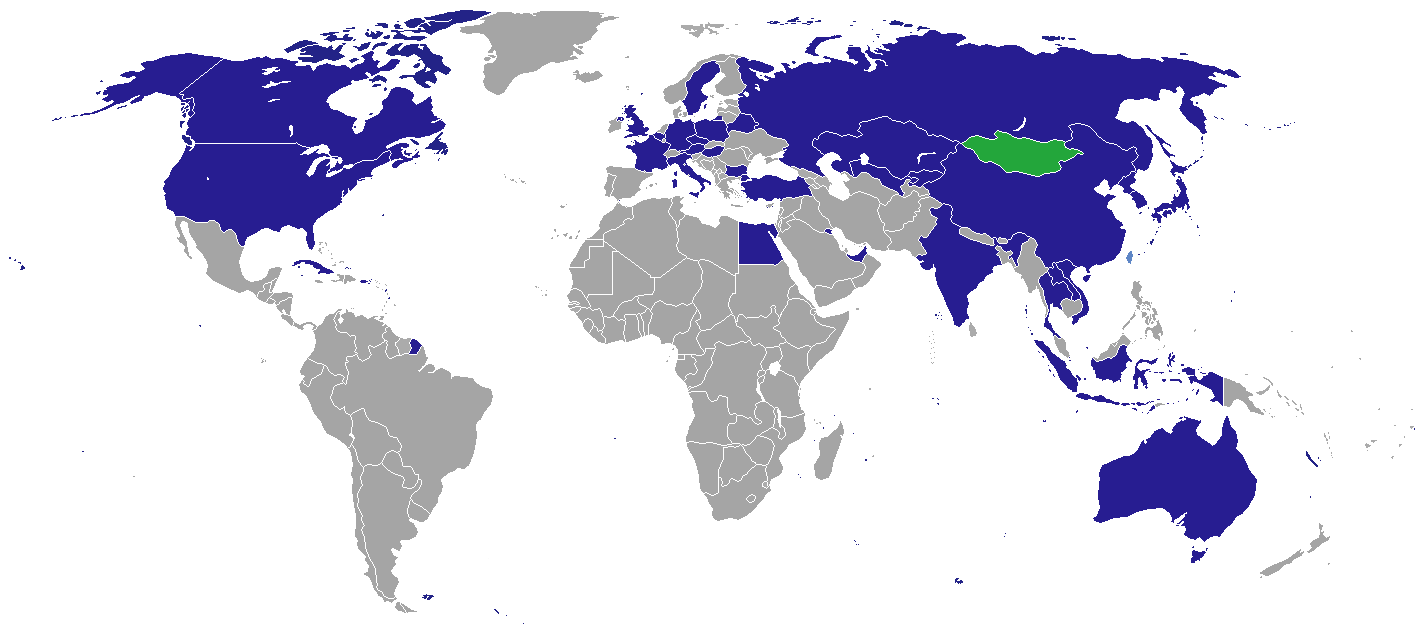
각국에 마련된 몽골 공관 설치 지역

몽골의 재외공관 목록은 몽골 주재 대사관을 각국에 상주시켜 놓는 것을 의미하며, 몽골의 재외공관을 나열한 목록이다.

## 아프리카·오세아니아
- 이집트 : 카이로 (대사관)
- 오스트레일리아 : 캔버라 (대사관)

## 아메리카
- 캐나다 : 오타와 (대사관)
- 쿠바 : 아바나 (대사관)
- 미국 : 워싱턴 D.C. (대사관), 샌프란시스코 (영사관)
- 브라질 : 브라질리아 (대사관)

## 유럽
- 오스트리아 : 빈 (대사관)
- 벨기에 : 브뤼셀 (대사관)
- 벨라루스 : 브레스트 (영사관)
- 불가리아 : 소피아 (대사관)
- 체코 : 프라하 (대사관)
- 프랑스 : 파리 (대사관)
- 독일 : 베를린 (대사관)
- 헝가리 : 부다페스트 (대사관)
- 이탈리아 : 로마 (대사관)
- 폴란드 : 바르샤바 (대사관)
- 러시아 : 모스크바 (대사관), 이르쿠츠크·키질·울란우데 (이상 총영사관), 옐리스타 (영사 사무소)
- 우크라이나 : 키예프 (영사관)
- 영국 : 런던 (대사관)
- 스웨덴 : 스톡홀름 (대사관)

## 아시아
- 대한민국 : 서울특별시 (대사관), 부산광역시 (영사관)
- 일본 : 도쿄 (대사관), 오사카시 (총영사관)
- 중화인민공화국 : 베이징시 (대사관), 홍콩·후허하오터 시 (총영사관), 후룬베이얼 시·얼롄하오터 시 (영사관), 상하이시 (출장소)
- 베트남 : 하노이 (대사관)
- 카자흐스탄 : 아스타나 (대사관), 알마티 (영사관)
- 인도 : 뉴델리 (대사관)
- 조선민주주의인민공화국 : 평양직할시 (대사관)
- 쿠웨이트 : 쿠웨이트시티 (대사관)
- 라오스 : 비엔티안 (대사관)
- 싱가포르 : 싱가포르 (대사관)
- 태국 : 방콕 (대사관)
- 튀르키예 : 앙카라 (대사관)
- 인도네시아 : 자카르타 (대사관)
- 키르기스스탄 : 비슈케크 (총영사관)
- 중화민국 : 타이베이시 (대표부)

## 국제 기관 대표부
- 뉴욕, 제네바 : UN 몽골 정부 대표부
- 브뤼셀 : EU 몽골 정부 대표부

## 같이 보기
- 몽골 주재 외국공관 목록